# Умаров, Муйдинджан
Муйдинджан Умаров — советский хозяйственный деятель, Герой Социалистического Труда.

## Биография
Родился в 1911 году. Член КПСС.
С 1928 года — на хозяйственной, общественной и политической работе. В 1928—1971 гг. — чоряккор, крестьянин, колхозник, председатель колхоза имени Сталина, с началом войны — бригадир колхоза, с 1949 — вновь председатель колхоза имени Сталина Ахунбабаевского района, агроном колхоза «Коммуна» Ахунбабаевского района Ферганской области Узбекской ССР.
Указом Президиума Верховного Совета СССР от 19 марта 1947 года присвоено звание Героя Социалистического Труда с вручением ордена Ленина и золотой медали «Серп и Молот».
Умер в кишлаке имени Ленина после 1971 года.